# 요르요스 2세
요르요스 2세(Γεώργιος Βʹ, Βασιλεὺς τῶν Ἑλλήνων, 1890년 7월 19일 ~ 1947년 4월 1일)은 1922년~1924년, 1935년~1947년 사이에 군림한 그리스 왕국의 국왕이다.
1908년에는 발칸 전쟁 때 그리스의 제1보병사단의 장교로 참전하였고, 1913년 스파르타의 공작이 되었다가 그해에 황태자가 되었다. 1922년 부왕 콘스탄티노스 1세의 폐위로 망명 생활을 하였고, 1924년~1935년, 1941년~1946년에도 망명 생활을 하였다. 귀국 후 1년 만에 사망하였다. 그의 2번째 통치 기간에는 이오안니스 메탁사스가 사실상 실권을 장악하였다.

## 생애

### 초기 활동

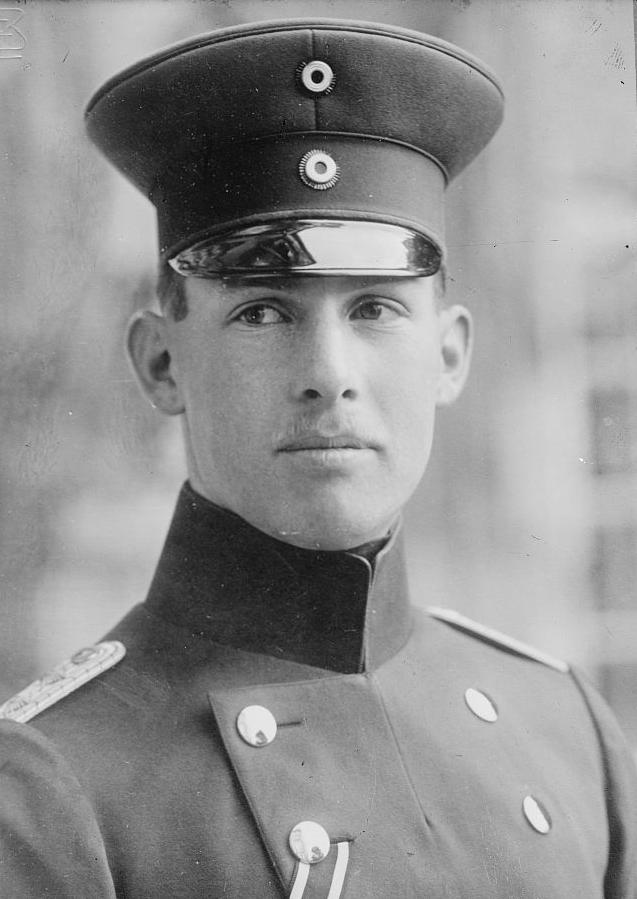
독일 유학 시절

요르요스 2세는 아테네의 타토이궁 근처 왕실 별장에서 콘스탄티노스 1세와 그의 왕비 프로이센의 소피아의 아들로 태어났다.
어려서 독일에서 군사훈련을 받고 돌아온 뒤 1908년 18세의 나이에 발칸 전쟁에 참전, 그리스의 제1보병사단의 장교로 출정하였다. 1913년 스파르타의 공작이 되고, 그해 그의 할아버지 요르요스 1세가 암살되고 아버지 콘스탄티노스 1세가 즉위하자 그는 황태자가 되었다.
1917년 제1차 세계 대전 참전 여부를 놓고 쿠데타가 발생하여 콘스탄틴이 축출되자 1917년 아버지를 따라 망명하였다. 1920년 아버지가 복위하자 그리스군 대령이 되고 터키와의 전쟁 때 소장으로 승진했다. 1921년 2월 27일에는 루마니아의 공주 엘리자베스와 결혼했다.

### 초기 재위 기간
제1차 세계대전 때 독일의 동조자였다는 혐의를 받아 요르요스는 왕위계승에서 제외되었다. 1921년 터키와의 전쟁에서 패하자 부왕 콘스탄틴은 퇴위 압력을 받았고, 1922년 9월 니콜라오스 플라스티라스 장군이 쿠데타를 일으켜 콘스탄티노스 1세를 폐위시키자 9월 27일 그가 그리스 왕위를 계승하였다.
그러나 패전 책임과 1차대전에 대해 왕실에 대한 국민의 반감이 고조되고 1923년 10월에서 혁명위원회는 그에게 퇴위를 요구하였다. 그는 퇴위하기를 거부하지만 혁명위원회는 쿠테타를 일으켜 그를 폐위시키려 했다. 한편 그도 왕당파를 사주해 쿠데타를 일으켰지만 1924년 3월 25일 공화정을 선언했다, 그는 공식적으로 면직됨과 동시에 그리스 국적을 박탈하고 그의 재산은 몰수되었다. 그는 루마니아로 망명했다. 1923년 10월 왕당파 쿠데타가 진압당한 뒤 왕비 엘리자베스와 함께 12월 19일 그리스를 떠났다. 그는 엘리자베스와의 사이에서 자녀는 없었으며 망명생활 중인 1935년 7월 6일 이혼했다. 그는 영국으로 다시 건너가 생활하였다. 한편 1924년 3월 그리스 국민의회는 투표를 통해 군주제 폐지를 정식으로 선언하였다.

### 복귀와 2차 망명

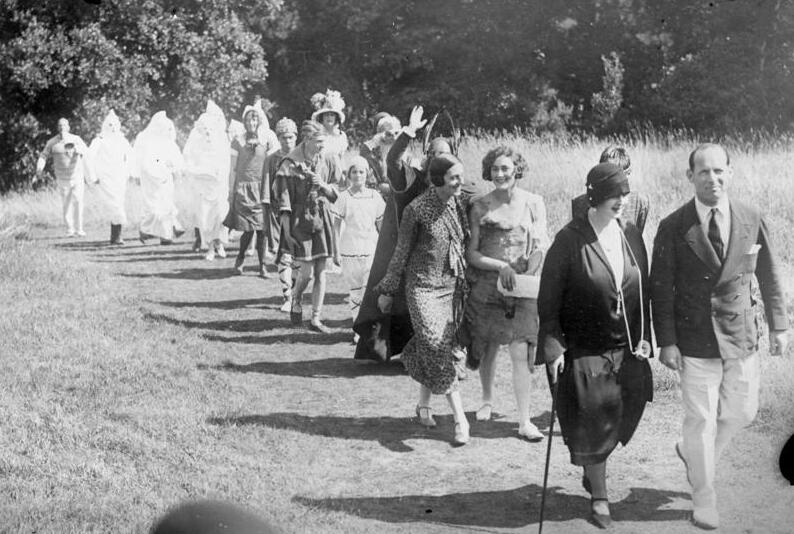
런던에서 부인 엘리사베타와 함께 (1931년)

1935년 요르요스 콘딜리스는 공화정부를 전복시키고 자신을 총리로 임명한 뒤, 국민투표를 거쳐 왕정을 부활시켰다. 1935년 11월 3일에서보고 된 투표의 거의 98 %는 군주제의 회복을 지지했고, 그는 다시 왕위로 복귀하였다.
1936년 당시 국내의 군부 통치자로 있던 이오안니스 메탁사스 장군은 공산주의자들이 국가를 점령할 위기가 닥쳤다면서 정변을 일으켜 권력을 잡은 뒤 정당을 해산, 금지시키고 의회도 모두 해산시켰으며 헌법상의 권리를 모두 폐지했다. 또한 투키디데스가 기록한 아테네 시민에게 보내는 페리클레스의 위대한 장례식 연설도 검열하겠다고 공표했다. 그런데 이때 요르요스는 이러한 메탁사스 장군의 지지를 선언하여 나중에 국왕의 지위 자체에 대한 논란거리를 야기하게 된다. 일시 귀국하였지만 그는 다시 1941년 메탁사스에게 퇴진 압력을 받아 사퇴하고 망명하였다.

### 제2차 세계 대전 기간 중
1941년 4월 독일이 그리스를 침공, 그리스가 독일에 의해 사실상 점령당하자 그는 메탁사스 등으로부터 망명생활을 강요받았다. 처음에는 크레타로 갔다가 그 뒤 알렉산드리아를 거쳐 다시 영국 런던으로 갔다. 1945년 전쟁이 끝난 뒤 공화제를 지지하는 분위기가 다시 일어나 왕위복귀가 불확실해졌다. 그러나 1946년 국민투표에 따라 귀국하였다.
1946년 초 연합군의 감시로 실시된 왕정과 공화정에 대한 찬반 국민투표에서 군주제가 과반수를 넘게 되자 요르요스는 1946년 9월 그리스로 귀국하였다.

### 귀국과 최후
만년에는 동맥경화로 고통을 받다가 1947년 4월 1일 쓰러져 사망하였다. 아테네의 집무실에서 쓰러져 잠시 의식을 회복한 뒤 사망하였다. 그의 사망이 발표되자 시민들은 만우절의 농담으로 받아들였다고 한다. 그의 장례식은 아테네 메트로폴리탄 성당에서 거행된 뒤 아테네 시내 타티 왕궁 묘역에 안장되었다. 자식이 없었으므로 동생인 파블로스에게 계승되었다.
| 전임 콘스탄티노스 1세 | 그리스 국왕 1922년 9월 27일 - 1924년 3월 25일 | 후임 공화정 |

| 전임 요르요스 2세 | 명목상의 그리스 국왕 1924년 3월 25일 - 1935년 11월 2일 | 후임 요르요스 2세 |

| 전임 요르요스 콘딜리스 (섭정) | 그리스 국왕 1935년 11월 3일 - 1947년 4월 1일 | 후임 파블로스 |